# Scytodes schultzei
Scytodes schultzei är en spindelart som beskrevs av William Frederick Purcell 1908. Scytodes schultzei ingår i släktet Scytodes och familjen spottspindlar. Inga underarter finns listade i Catalogue of Life.